# Paradise (Nevada)
Paradise is een plaats (census-designated place) in de Amerikaanse staat Nevada, en valt bestuurlijk gezien onder Clark County.
Paradise grenst aan de gokstad Las Vegas, maar de Las Vegas strip ligt grotendeels in Paradise. Van 1999 tot 2006 was hier het Elvis-A-Rama Museum gevestigd.

## Demografie
Bij de volkstelling in 2000 werd het aantal inwoners vastgesteld op 186.070.

## Geografie
Volgens het United States Census Bureau beslaat de plaats een oppervlakte van
122,1 km², geheel bestaande uit land.

## Plaatsen in de nabije omgeving
De onderstaande figuur toont nabijgelegen plaatsen in een straal van 12 km rond Paradise.